# アムチトカ島
座標: 北緯51度28分0秒 東経179度5分0秒 / 北緯51.46667度 東経179.08333度

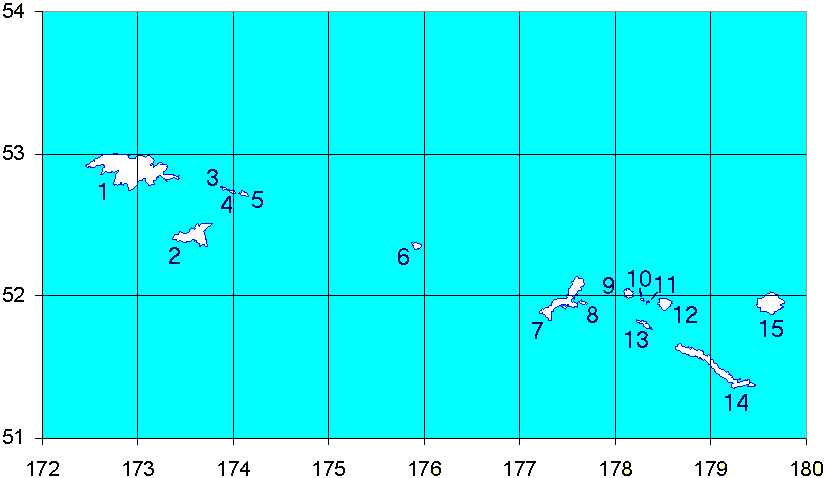
1-5 ニア諸島
1 - アッツ島
2 - アガッツ島
3-5 - セミチ諸島
3 - アライド島
4 - ニズキ島
5 - シェムリャ島
6 - ブルダー島
7-15 ラット諸島
7 - キスカ島
8 - 小キスカ島
9 - セグラ島
10 - クヴォストフ島
11 - ダヴィドフ島
12 - 小スィッキン島
13 - ラット島
14 - アムチトカ島
15 - セミソポクノイ島

アムチトカ島（アムチトカとう）は、アメリカ合衆国アラスカ州の南西に伸びるアリューシャン列島のラット諸島に属する島の名前である。約64km（40mi（マイル））の長さがある。

## 歴史
元来、アレウト族の居住地であった。1783年～1787年をアムチトカ島で過ごした漂流体験者・大黒屋光太夫の体験を綴った『北槎聞略』によれば、1780年代当時はアザラシなどの毛皮を求めるロシア商人が来島し、交易を目的として常駐していた。（ロシアによるアメリカ大陸の植民地化）。
1867年3月、アラスカ購入でアメリカ合衆国領となる。
1942年に日本軍がAL作戦でこの島に上陸する予定だったが、ミッドウェー海戦で敗北した事で作戦を変更し、アッツ島とキスカ島のみを占領する事になった。

## 核実験場としてのアムチトカ島

3回の核実験が行われた島内の場所

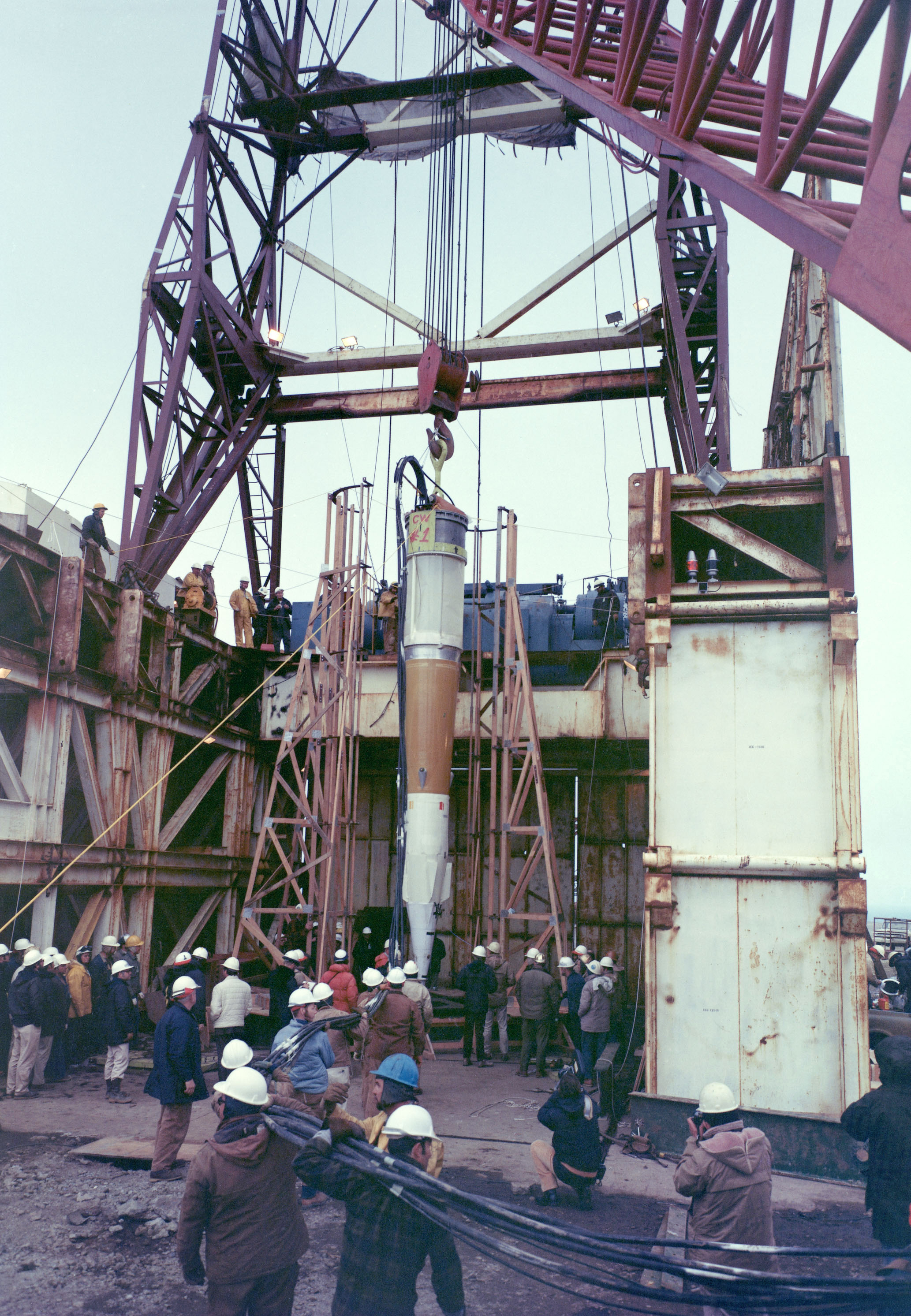
カニキン実験のため、地下に降ろされるW71型核弾頭

1967年、アムチトカ島はアメリカ原子力委員会によって核兵器用地下核実験場に選ばれた。委員会は、島の多くの動物を島外に移動させた。そこで行われた3回の核実験は、多くの論争を引き起こした。
| 実験名                     | 実施日         | 深度   | 核出力     | 備考                                              |
| -------------------------- | -------------- | ------ | ---------- | ------------------------------------------------- |
| ロングショット (Long Shot) | 1965年10月29日 | 714m   | 80キロトン |                                                   |
| ミルロウ (Milrow)          | 1969年10月2日  | 1,220m | 1メガトン  |                                                   |
| カニキン (Cannikin)        | 1971年11月6日  | 1,860m | 5メガトン  | 米国が実施した最大規模の地下核実験。W71核弾頭使用 |

### テストフィルム
核兵器実験フィルム：Milrowテスト(0800040 - 1969 - 27:30 - Color)
ロスアラモス国立研究所によって示されたこのフィルムは、マンドレル作戦について意見を交換するための叩き台となった。ビデオフィルムの中で、ナレーターはこの実験の理由を、このように要約する。
「milrow実験の目的は、兵器ではなく、この島自体をテストすることなのです。」
実験に先立って地下1,200メートルに埋設されたその核実験装置は、1969年10月2日にアラスカ州アムチトカ島で爆発した。これは1.2メガトンの核出力が得られた。Milrow実験は、今まで以上に大きな威力の核実験が、この島で問題なく実施できることを証明するものであった。
ビデオ番号0800038を見ると、その島への科学的見解と、さらなる第二次世界大戦時の活動が散見される。追加の場面では、核実験の前後での環境保護活動と安全保障活動がどうなったかを示している。核爆弾と器材パッケージは実験用縦坑の中に下ろされるのがこのフィルムに映っている。ネバダ核実験場での実験と異なりクレーター生成は行われていない。

### カニキン
1971年11月6日に行われた過去最大級の地下核実験。大陸間弾道弾を迎撃するミサイルの作動を確認するものであったが、実験に当たってはアメリカ国内でも大きな反発が起きた。リチャード・ニクソン大統領が「国家の安全保障にとって絶対に必要」とする見解を出したほか、市民団体が連邦最高裁判所に実験停止を求めた上告が実験数時間前に却下するなど実験直前まで反対運動が行われた。爆発時にはマグニチュード5.0の地震が発生したが、実験区域から37km離れた島内の指令室に詰めていた関係者や報道陣ら241人は無事だった。この関係者の中にはアメリカ原子力委員会のジェームズ・R・シュレシンジャー委員長、婦人、2人の娘のほか2人の上院議員が含まれており、安全性をPRすることとなった。懸案の放射性物質の放出も、地下1800ｍで行われたこと、地表付近を堅固なコンクリートで被覆していたことから観測されなかった。地震による津波も小さな規模となり、日本を含む太平洋沿岸に被害が生じることはなかった。

## 現在
核実験終了後も科学者による監視が続けられている。2001年には掘削で生じた汚泥がポリエステル膜によって隔離されたうえで埋没され、その上に植物の種が植えられた。
現在のところ、重大な放射性物質の漏洩は起きていないと報告されている。野生動物保護区となり、アクセスが制限される2025年まではアメリカ合衆国エネルギー省により監視が続けられる予定となっている。